# Бенедиктбоєрн
Бенедиктбоєрн (нім. Benediktbeuern) — сільська громада в Німеччині, розташована в землі Баварія. Підпорядковується адміністративному округу Верхня Баварія. Входить до складу району Бад-Тельц-Вольфратсгаузен. Центр об'єднання громад Бенедиктбоєрн.
Площа — 37,86 км2. Населення становить 3658 ос. (станом на 31 грудня 2020).
Знаменитий середньовічним бенедиктинським монастирем Боєрн (нім. Beuern, лат. Buranum), де в 1803 році знайшли рукопис твору «Carmina Burana», широко відомий завдяки однойменній ораторії Карла Орфа на його тексти.

## Світлини

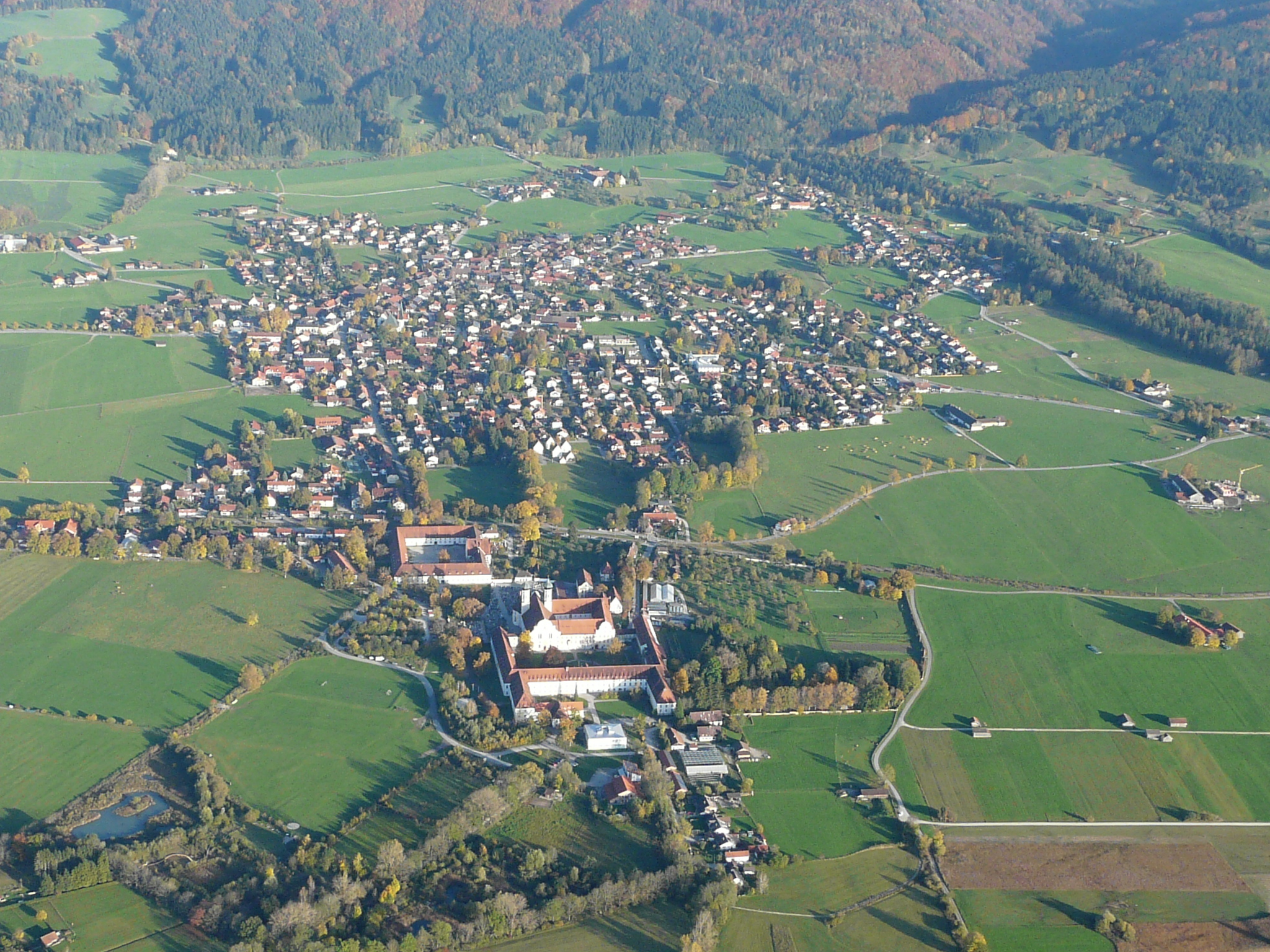
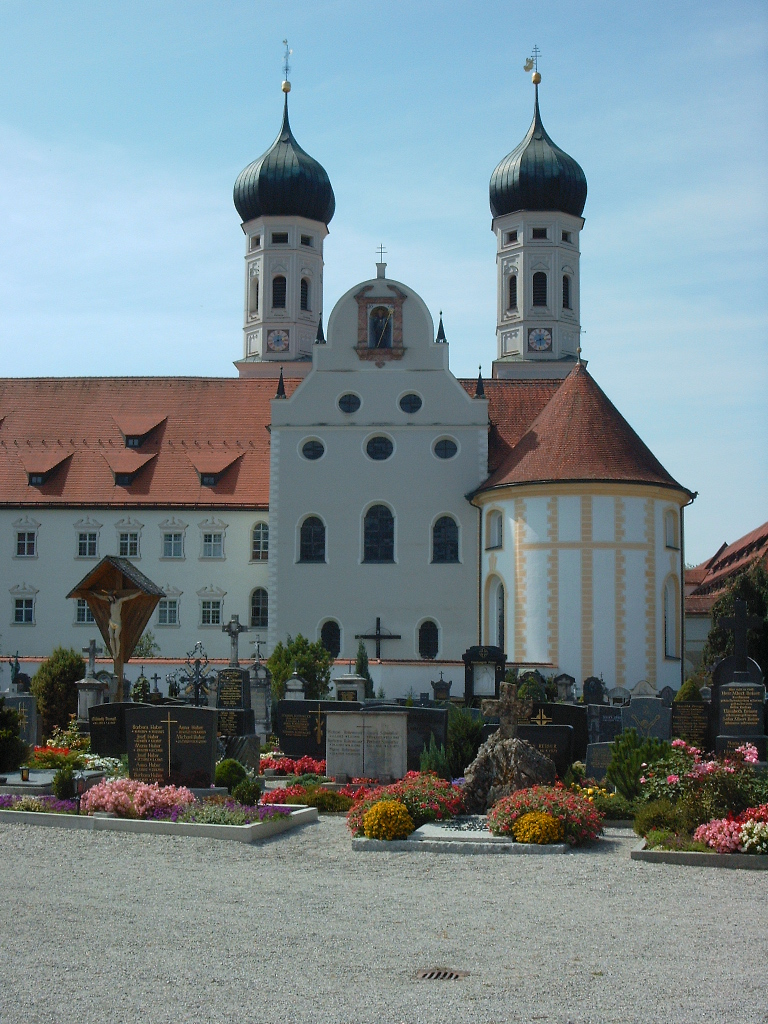
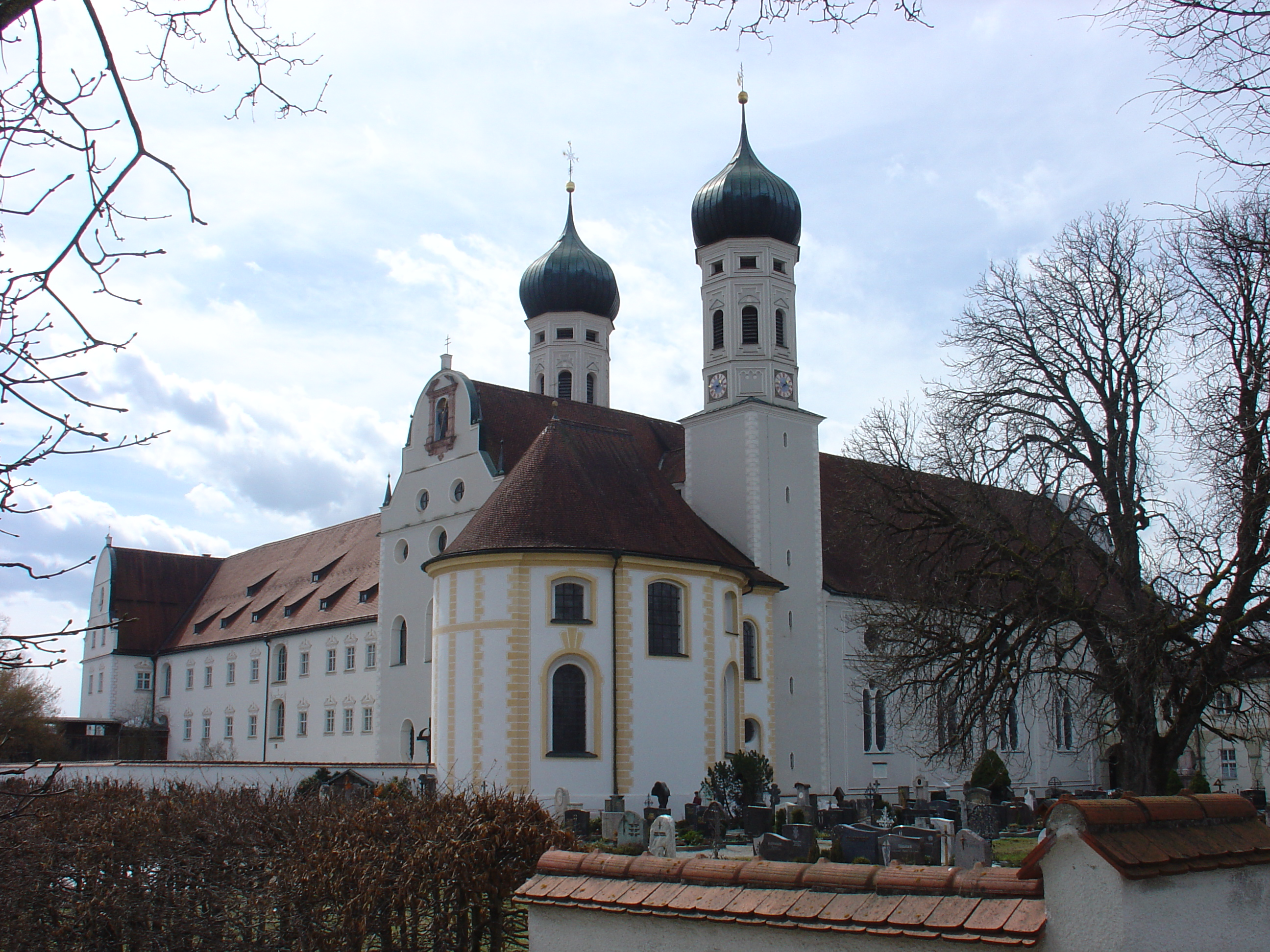

## Відомі люди

### Народилися
- Косма Азам
- Штефан Гек
- Барбара Ертль
- Юлія Філленер